# NGC 4727
NGC 4727 (другие обозначения — NGC 4740, MCG -2-33-23, IRAS12483-1403, PGC 43499) — галактика в созвездии Ворон.
Этот объект занесён в новый общий каталог несколько раз, с обозначениями NGC 4727, NGC 4740.
Этот объект входит в число перечисленных в оригинальной редакции «Нового общего каталога».
В галактике вспыхнула сверхновая SN 2003eg типа II, её пиковая видимая звездная величина составила 15,8.